# Salvador Martínez Cubells
Salvador Martínez Cubells (València, 9 de novembre de 1845 - Madrid, 21 de gener de 1914) va ser un pintor i restaurador de pintures valencià. Es va especialitzar en el gènere històric i el costumista.

## Biografia

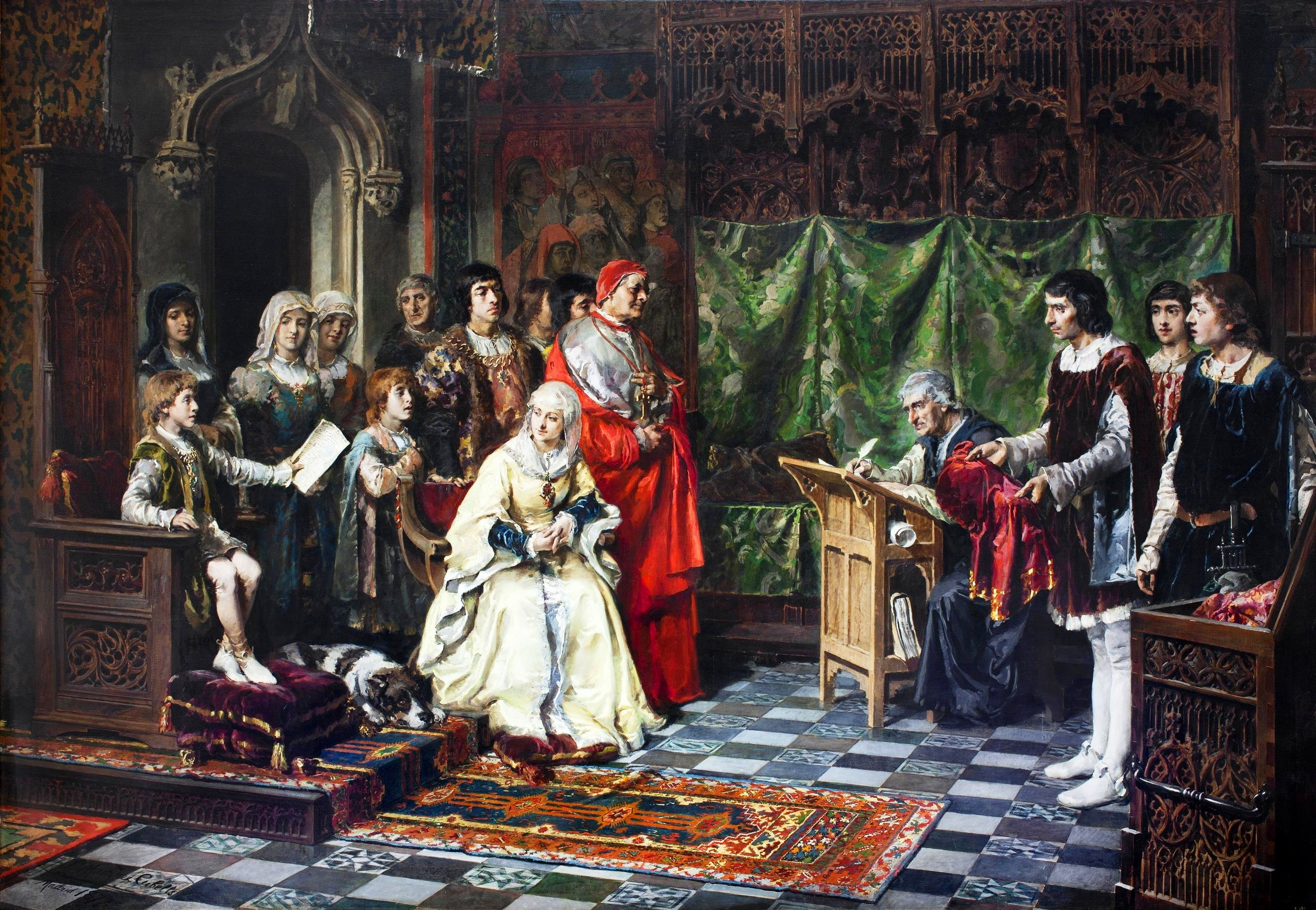
Educació del príncep don Juan, 1877.

### Inicis artístics
El seu primer mestre va ser el seu pare, el també pintor Francesco Martínez Yago. Entre les seues primeres obres va realitzar algunes com Ball de llauradors i La visita del nòvio, la primera va ser presentada a l'Exposició Nacional de 1864. Cap a 1867 va remetre el llenç titulat Los Carvajales, que va comprar el comte de Pinohermoso, que, segons sembla, també li va encarregar el quadre titulat La ferida del senyor Jaume en la conquesta de València, que va presentar a l'Exposició Aragonesa de 1868. Però de la seua primera etapa principalment destaquen obres com El retorn del torneig que es conserva al Museu de Belles Arts de València o Guzmán el Bueno llençant la daga en el serge de Tarifa.

### Maduresa i reconeixements
Va participar en les Exposicions Nacionals de Belles Arts de manera ininterrompuda entre 1864 i 1889, a les que va remetre un total de seixanta quadres.
En les Exposicions Nacionals de Belles Arts va ser guardonat amb:
- Tercera medalla en 1871.
- Segona medalla en 1876.
- Primera medalla a 1881, 1884 i 1887.

També va obtenir medalla d'or en l'Exposició Internacional de Múnic de 1909. Va ser membre de l'Acadèmia de Sant Ferran i va exercir com a professor de l'Escola d'Arts i Oficis de Madrid.
També va ser membre de l'Associació d'Escriptors i Artistes Espanyols.
Entre les distincions que va rebre van destacar:
- La Gran Creu d'Isabel la Catòlica.
- La comanda de l'orde de Carles III.
- El nomenament de cavaller de Sant Miquel.
- La medalla a les Belles Arts.

### Treball com a retratista i restaurador

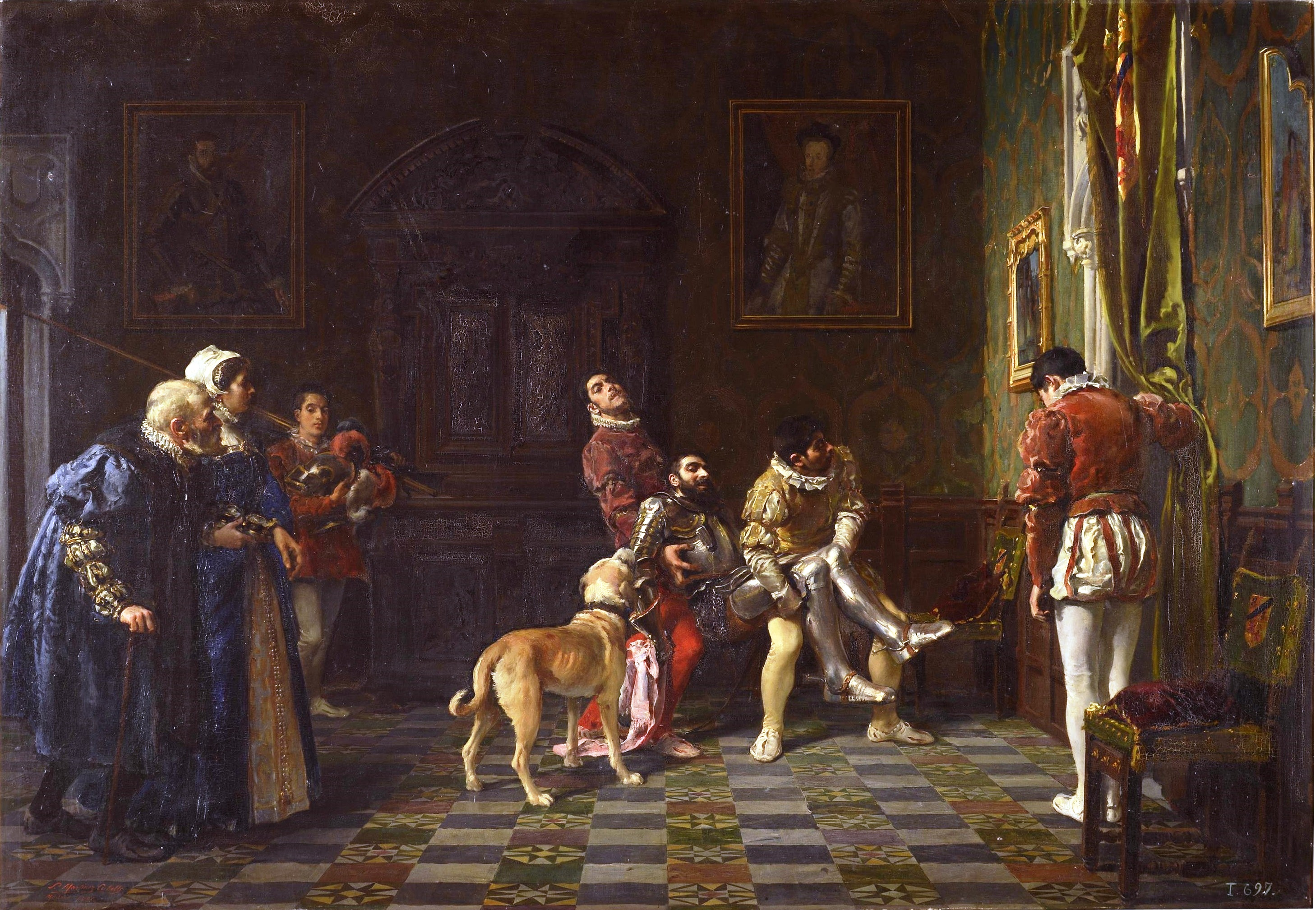
El retorn del torneig, 1881.

Es va dedicar al retrat, aconseguint fama entre l'aristocràcia madrilenya. Va rebre diversos guardons amb els seus olis, entre els quals destaquen L'educació del príncep Joan de 1878 i Donya Inés de Castro, pintat en 1887. Martínez es va dedicar també a la restauració d'obres d'art, arribant a ser considerat com el major expert en pintura de l'època. En 1869 es va convertir en el primer restaurador del Museu del Prado, estant inicialment sota la direcció d'Antonio Gisbert. Va seguir exercint el càrrec durant sis anys, fins a 1895, també sota els mandats de Francesc Sans i Cabot i Federico de Madrazo. Va destacar tant en la restauració d'obres que fins i tot va crear una escola de restauradors, que va tenir vigència fins a principis del segle xx.
Entre les restauracions que va realitzar destaca la del llenç de Murillo Sant Antoni de Pàdua, o les d'alguns quadres de El Greco.

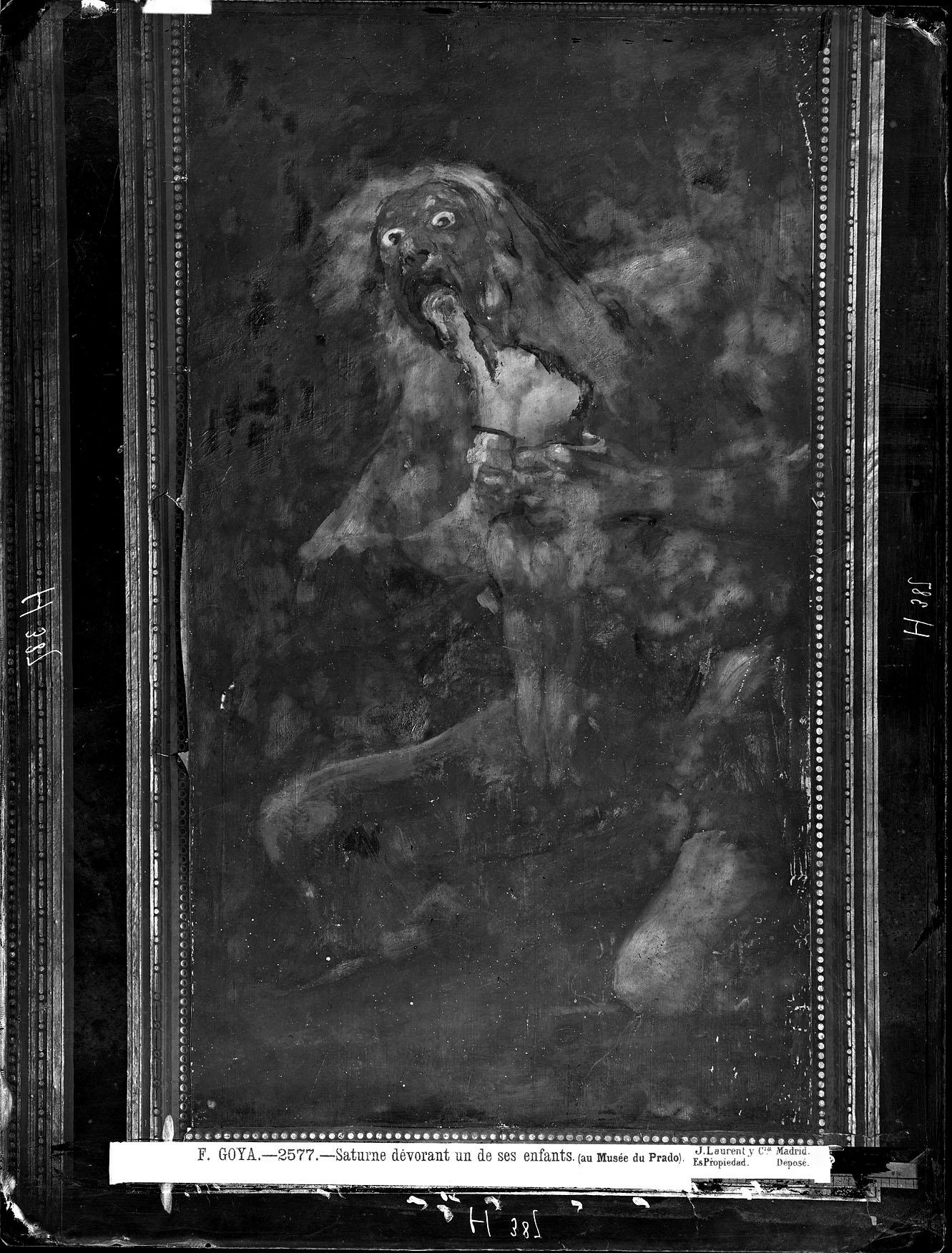
Pintura mural de Saturn devorant un fill, a la Quinta de Goya, el 1874, poc abans del seu trasllat a llenç per Martínez Cubells. Fotografía de J. Laurent.

Especialment cal ressaltar que es va encarregar de traslladar a llenç les 14 Pintures negres de Francisco de Goya que es trobaven en les parets de la Quinta del Sordo. La seua arrencada el va efectuar a partir de l'any 1874, en un lent procés. En 1875 ja havia aconseguit traslladar quatre pintures, entre elles L'aquelarre, que la premsa madrilenya va descriure com "Assemblea de bruixots i bruixes".
L'arrencada de les pintures de la Quinta de Goya va ser un encàrrec del llavors propietari de la casa: el baró d'Erlanger, un banquer de París. El treball va ser completat amb èxit, tot i les dificultats. Com a novetat, prèviament es va realitzar una sèrie de fotografies de les pintures, que van servir com a guia en el trasllat a llenç. El fotògraf J. Laurent, l'any 1874, va obtenir una completa sèrie de negatius a l'interior de la casa, 50 anys després de la marxa de Goya a França. Martínez Cubells va intervenir en unes pintures -que segons les fotografies de Laurent- presentaven importants deterioraments, com grans esquerdes, arrossegaments de color, repintades i faltes emplenades amb guix.
Com decorador va destacar la seua participació en l'ornamentació de l'església de San Francisco el Grande de Madrid, en la qual va seguir les directrius de Carlos Luis Ribera.
El seu fill, Enrique Martínez Cubells, també es va dedicar a la pintura.